# Patsy Cornwallis-West
Patsy Cornwallis-West, född 1854, död 1920, var en brittisk (angloirisk) aristokrat. Hon hade en tid ett förhållande med Edvard VII av Storbritannien (1870-1872). Paret upprätthöll en relation lång tid efter detta, och hon omtalas för att ha inflytande över Edvard och utnyttja detta för sin familjs fördel.
Hennes son George var mellan 1900 och 1914 gift med Jennie Churchill.